# Benthocodon hyalinus
Benthocodon hyalinus is een hydroïdpoliep uit de familie Rhopalonematidae. De poliep komt uit het geslacht Benthocodon. Benthocodon hyalinus werd in 1990 voor het eerst wetenschappelijk beschreven door Larson & Harbison. 